# Stazione di Bushi
La stazione di Bushi (仏子駅?, Bushi-eki) è una stazione ferroviaria della città di Iruma, situata nella prefettura di Saitama, in Giappone. La stazione è servita dalla linea Seibu Ikebukuro delle Ferrovie Seibu.

## Linee
Ferrovie Seibu
● Linea Seibu Ikebukuro

## Struttura
La stazione possiede due marciapiedi laterali con due binari passanti in superficie. Il marciapiede sul lato campagna è collegato a quello del lato stazione da un passaggio sopraelevato, dotato di ascensori. In mezzo ai binari è presente un terzo binario per i treni veloci che non fermano in questa stazione. 
| 1 | ● Linea Seibu Ikebukuro | per Tokorozawa, Nerima, Ikebukuro e - Shin-Kiba via Linea Yūrakuchō - Shibuya via Linea Fukutoshin (prosecuzione per Yokohama via linea Tōkyū Tōyoko) |
| 2 | ● Linea Seibu Ikebukuro | per Hannō e Seibu-Chichibu (esp. limitati) |

## Stazioni adiacenti
| «                           | Servizio                                               | »                     |
| Linea Seibu Ikebukuro       | Linea Seibu Ikebukuro                                  | Linea Seibu Ikebukuro |
| --------------------------- | ------------------------------------------------------ | --------------------- |
| Irumashi                    | Locale Semiespresso Rapido Espresso pendolari Espresso | Motokaji              |
| L'Espresso Rapido non ferma |                                                        |                       |